# Konrad Pellikan

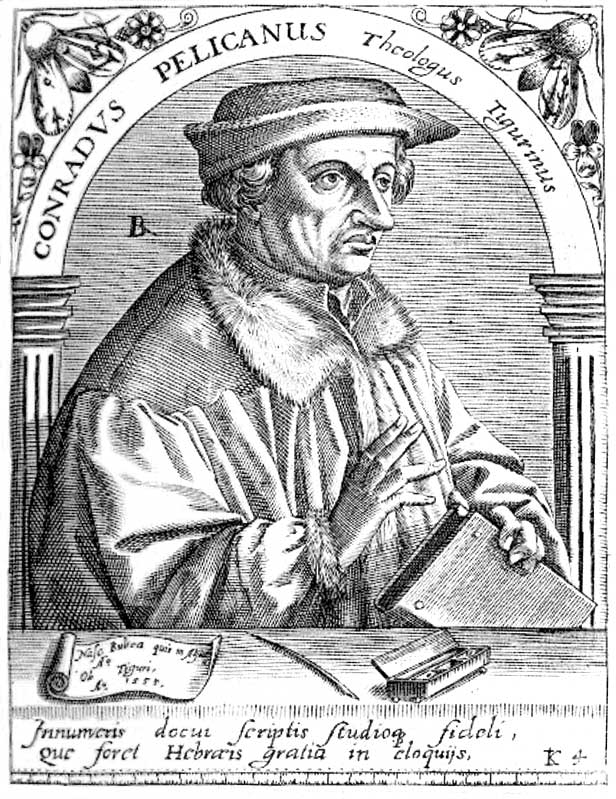
Konrad Pellikan (1478-1556)

Konrad Pellikan, ook (Conrad) Pelikan, Pellikanus, Pellicanus, Kürsner, Kürschner (Rouffach, 9 januari 1478 - Zürich, 5 april 1556) was een Duitse hoogleraar Hebreeuws en Grieks, bijbelvertaler, theoloog, bibliothecaris, humanist en reformator.

## Levensloop
Konrad Pellikan werd geboren in Rouffach in de Elzas als Konrad Kürschner. Zijn familienaam Kürschner, die in het Duits bontwerker betekent, gaf ook meteen het beroep aan van zijn vader. Hoewel zijn ouders het niet breed hadden, ging Konrad in 1491 naar school in Heidelberg, met steun van zijn oom Jost Hahn (Jodocus Gallus, 1459–1517), die werkte aan de Universiteit van Heidelberg. Hahn adviseerde Konrad om zijn naam te latiniseren, wat in die tijd gebruikelijk was in academische kringen, dus ging hij voortaan door het leven als Pellicanus. De bekostiging van zijn studie bleek echter toch te begrotelijk, dus trad Conrad in 1494 het klooster in, bij de franciscanen in zijn geboorteplaats, waar hij op zijn 16e tot priester werd gewijd. In 1496 ging hij met hulp van het klooster studeren aan de Universiteit van Tübingen, hoofdzakelijk bij Paulus Scriptoris, die zijn interesse in de filologie wekte. Hij leerde Hebreeuws en schreef al in 1501 een boek over Hebreeuwse grammatica. In 1502 werd hij lector in het Franciscanenklooster in Bazel en ging hij werken bij de drukker Johannes Amerbach. Hij ging lesgeven in Hebreeuws, Grieks, mathematica en astronomie in Rouffach, Pforzheim en Tübingen, onder andere aan de latere cartograaf Sebastian Münster. Vervolgens werkte hij tussen 1508 en 1519 als secretaris van de Franciscaner provinciaal Kaspar Schatzger en vervolgens van 1519 tot 1523 als gardiaan in het klooster van Bazel.
Pellikan was al in contact gekomen met Erasmus, en gaandeweg nam hij ook kennis van de leerstellingen van Luther. Zijn kloosterorde was hem vooralsnog tolerant genoeg; hij kreeg de ruimte om over nieuwe ideeën te discussiëren. De persoonlijkheid van Pellikan hielp hem daarbij: hij was intelligent en nieuwsgierig naar nieuwe ideeën, maar had een afkeer van polemiek. Gaandeweg verhardden de standpunten rond de reformatie zich echter, en wegens zijn affiniteit met de opvattingen van Luther was wel duidelijk dat er een einde zou gaan komen aan zijn priesterschap. Tot 1525 mocht hij echter gewoon blijven lesgeven aan zijn klooster.
Op voorspraak van Ulrich Zwingli werd Pellikan in 1525 benoemd als hoogleraar Grieks en Hebreeuws in Zürich, waar hij tot aan zijn dood in 1556 zou blijven. Hij trouwde in 1526. Hij stortte zich op een bijbelvertaling en publiceerde tussen 1532 en 1539 een zevendelig, niet alleen in protestantse kringen gezaghebbend commentaar op de bijbel, de Commentaria bibliorum.
In 1525 waren de kloosterbibliotheken van Zürich door protestanten geplunderd en verbrand. Op initiatief van Heinrich Bullinger kreeg Pellikan in 1531 de opdracht om de stiftsbibliotheek van de Grossmünster van Zürich te herstellen, een taak waaraan Pellikan zich met ijver en verdienste aan kwijtte. Zijn handgeschreven, vierdelige bibliotheekcatalogus met auteurs- en trefwoordenregister is nog steeds beschikbaar in de Zentralbibliothek Zürich. Door dit werk wordt Pellikan beschouwd als een van de grootste bibliothecarissen van het humanisme.

## Werken
- De modo legendi et intelligendi Haebrarum. Straatsburg, 1504
- Quadruplex Psalterium. Bazel, 1516
- Quadruplex Psalterium Davidis Straatsburg, 1527
- Explicatio libelli Ruth Zürich, 1531
- Index bibliorum. Zurich, 1537
- Commentaria bibliorum, zevendelig, Zürich, 1532–1539
- Chronicon (autobiografie), Zürich, 1544
- Ruth: Ein heylig Büchlin des alten Testament, mit einer schoenen kurtzen außlegung. Zürich, 1555